# إيلينا كافارينا
إيلينا مافالدا زونيلدا كافارينا موريس (إيكويكو، آذار/ مارس عام 1903 - سانتياغو، 19 تموز/ يوليو عام 2003)، كانت محامية وسياسية. ناضلت من أجل الطبقة العاملة وتحرير المرأة في تشيلي.

## السيرة الذاتية
كانت الطفلة الثالثة من بين سبعة أشقاء لآنا موريس ولبلاس كافارينا شيوزا  الذي كان رجل أعمال إيطالي في مجال النسيج، ومهاجر تعود أصوله إلى مدينة جنوة، ومؤسس شركة نسيج تُدعى كافارينا. درست حتّى الصف الخامس في العلوم الإنسانية في مدرسة إيكويكو الثانوية للفتيات. وفي فترة مراهقتها، قررت عائلة كافارينا الهجرة إلى سانتياغو، والإستقرار في حيّ مجاور لريكوليتا. عملت الشابة بجدّ، فجمعت بين دراستها في المدرسة الثانوية رقم 4 في سانتياغو وعملها مع والديها في ورشة أعمالهما الصغيرة لإنتاج الجوارب.
إلتحقت بجامعة تشيلي في كلية الحقوق في أوائل العشرينات، وسرعان ما تم تقديمها إلى ورش عمل تطوعية لتعليم العمال، وقابلت خلالها لويس إميليو ريكابارين، الذي حفّز إهتمامها بالمساواة القانونية للأقليات. عام 1922، إنضمت إلى اتحاد طلاب جامعة تشيلي وتتطوعت في مكتب الدفاع القانوني المجاني. في ذلك العام، أصبحت قائد الطلاب. وفي سياق الإضراب لإصلاح الجامعة التشيلية، تولّت وزملائها في الفصل ماريا مارشانت وأورورا بلوندي تنوير الطلاب حول أسباب الإستيلاء على البيت المركزي لـجامعة تشيلي.
عام 1926، حصلت على شهادتها الجامعية، وهي واحدة من بين أول 15 امرأة تشيلية تقوم بدراسة القانون. كان عنوان أطروحتها الإثراء غير المشروع على حساب شخص آخر، في القانون المدني التشيلي.
بعد نيل شهادتها، توجهت إيلينا إلى أوروبا للإلتحاق بدورة دراسات عليا، ولكن عدد المتاحف الكبير التي ستزورها كان محط إهتمامها، وفضلت التركيز عليه. خلال رحلتها، إلتقت بغابرييلا ميسترال، التي أصبحت صديقة مقرّبة منها وظلّت على علاقة  وثيقة بها. عام 1929، عادت إلى تشيلي.

### الحياة الشخصية
عام 1929، تزوجت من المحامي الشيوعي خورخي جيلز بيزارو، وأنجبت منه ثلاثة أطفال وهم: خورخي وخوان وآنا ماريا. كانت عمة ريكاردو إيزوريتا كافارينا، الذي عُين قائد عام للجيش بعد فوزه أمام أوغستو بينوشيه، ابن شقيقتها الصغرى، فيكتوريا، والجنرال بيلايو إيزوريتا مولينا، شقيق أوسكار إيزوريتا مولينا، الذي كان أيضًا جنديًا وقائدًا أعلى للجيش في ظل حكومة خورخي أليساندري. كما كانت جدة الصحفية وعضو الكونغرس باميلا جيليز.

## المسيرة المهنية

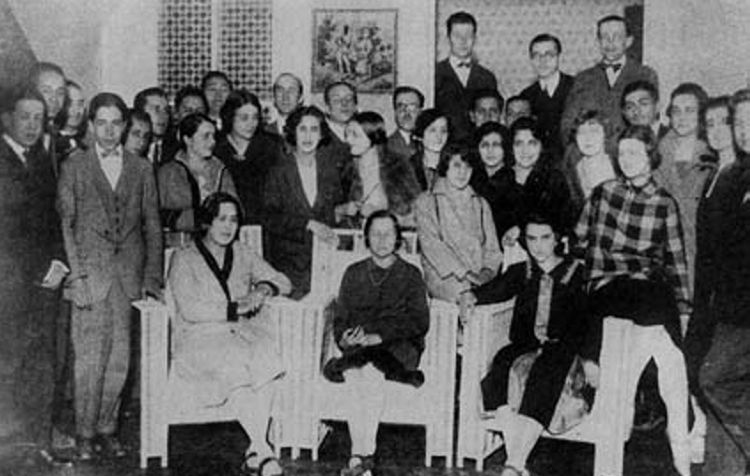
إيلينا كافارينا عام 1926 (تجلس على كرسيَ في منتصف الصورة) مع زملائها في كلية الحقوق بجامعة تشيلي.

عام 1935، واضعةً نصب أعينها مطالب الإنكليز بحق المرأة في التصويت، وبالتعاون مع أولغا بوبليت ونساء متقدمات أخريات آنذاك، أسست الحركة المؤيدة لتحرير المرأة التشيلية. هذه الأخيرة كانت أول منظمة سياسيّة نسائيّة تستجيب لمطالب المرأة، فكرست أعمالها لمدة عشرين عامًا لتنظيم النساء من أجل «تحررهن الاقتصادي والبيولوجي والسياسي».
كرّست إيلينا كافارينا وقتها بشكل أساسي لتعزيز الحقوق القانونية للمرأة، لأن القوانين في ذلك الوقت اعتبرت النساء التشيليات قاصرات خاضعات لولاية والدهن أو زوجهن عليهنّ.
وأُعطيت النساء في تشيلي عام 1935 حق اقتراع اقتصر على الانتخابات البلدية، إلّا أنّهنّ لم يحصلن على حق الاقتراع في كلّ الانتخابات حتى عام 1949.
وبالرغم من جهودها الجبارة لتحقيق هذا الهدف، لم يقم الرئيس غابرييل غونزاليز بدعوتها إلى الاحتفال الذي أُقيم في مسرح مونيسيبال في تشيلي والذي صدر فيه قانون منح النساء حق الاقتراع. فقد خضعت كافارينا لقانون الدفاع الدائم عن الديمقراطية الذي عُرف باسم «القانون الملعون» والذي انتزع حقوق المنتسبين إلى الحزب الشيوعي التشيلي واضطهدهم. ولم تكن إيلينا مناضلة لصالح الحزب قط، ولكن زوجها المحامي خورخي جيلز كان قائدًا له.
وبصفتها محامية، قدّمت كافارينا مساهمات كبيرة للمجتمع التشيلي. فقد نشرت كتابها «أهلية النساء المتزوجات في ما يتعلق بممتلكاتهن»، وهو نص تضمن أفكارًا ثورية في ذلك الوقت، مثل أن الحب ضروري وأساسي في الزواج.

## السنوات الأخيرة
خلال الثمانينيات، تحوّل منزل إيلينا كافارينا، وعنوانه سيميناريو 244، إلى مقرّ للاجتماعات والمناقشات النسوية. فقد استقبلت فيه أصدقاء من أيام الجامعة وما بعدها، ونسويات قدامى وجدد، وباحثات تشيلييات وأجنبيات بحثًا عن جزء من التاريخ، كما أنّها عقدت فيه تجمّعات السبت التي اشتهرت في ما بعد، وعقدت فيه اجتماعات سرية في ظل الديكتاتورية، مما جعله ضحية مداهمة.
وعملت كافارينا في الفترة نفسها للدفاع عن حقوق الإنسان التي كانت تُنتهك بشكل منهجي. وأصبحت إحدى مؤسسي لجنة الدفاع عن حقوق الشعوب (Comité de Defensa de los Derechos del Pueblo) التي تعمل حاليًا كشركة مكلّفة بالدفاع القانوني والاجتماعي والطبي عن ضحايا الجرائم.
وتعكس مقالاتها في مجلة «بونتو فينال» (Punto Final) مجالات اهتمامها  وهي: الإجهاض في تشيلي والطلاق والأسرة، وكلها من عام 1994. وتؤكد كتاباتها المنشورة في مجلة القانون والاجتهاد والعلوم الاجتماعية (Revista de Derecho, Jurisprudencia y Ciencias Sociales) ما كان ثابتًا في حياتها: دفاعها عن المضطهدين، ورؤيتها للمستبعدين، ونضالها من أجل الديمقراطية ومطالبتها بحقوق المرأة.
توفيت إيلينا كافارينا في 19 تموز/يوليو عام 2003، ونُقل جثمانها إلى المقبرة العامة، حيث تم حرقه.

## مؤلفات
- أهلية المرأة المتزوجة في ما يتعلق بممتلكاتها (1944).
- هل يدين الزوج بالنفقة للمرأة التي تعيش خارج منزل الزوجية؟ (1947).
- نظم الزواج في أمريكا اللاتينية (1948).
- فصل من تاريخ النسوية والمطالبات بحق المرأة في الاقتراع  (1952).
- الحماية القضائية ضد نظم الطوارئ (1957).
- قاموس الاجتهاد القضائي التشيلي (1959).
- مجلة المرأة البارزة (1960).

## روابط خارجية
- [وصلة مكسورة]
- María Sara Rodríguez Pinto. Elena Caffarena de Jiles, jurista, Revista Chilena de Derecho
- "Mi abuela cumple cien años". por Pamela Jiles. Punto Final n.º 539.
- Feministas tramando, Elena Caffarena Morice
- Revista chilena de derecho, Rev. chil. derecho v.33 n.2 Santiago ago. 2006.